# Särna distrikt
Särna distrikt är ett distrikt i Älvdalens kommun och Dalarnas län. Distriktet ligger i och omkring Särna i nordvästra Dalarna och gränsar till Härjedalen och Norge. 

## Tidigare administrativ tillhörighet
Distriktet inrättades 2016 och utgörs av Särna socken i Älvdalens kommun.
Området motsvarar den omfattning Särna församling hade vid årsskiftet 1999/2000.

## Tätorter och småorter
I Särna distrikt finns en tätort men inga småorter.

### Tätorter
- Särna